# Dralon (Unternehmen)
Die Dralon GmbH ist ein Hersteller im Bereich der Acrylfaserproduktion mit Sitz in Dormagen. Die Dralon GmbH besitzt die Tochterfirmen Dralon Beteiligung GmbH und Dolan GmbH.

## Geschichte

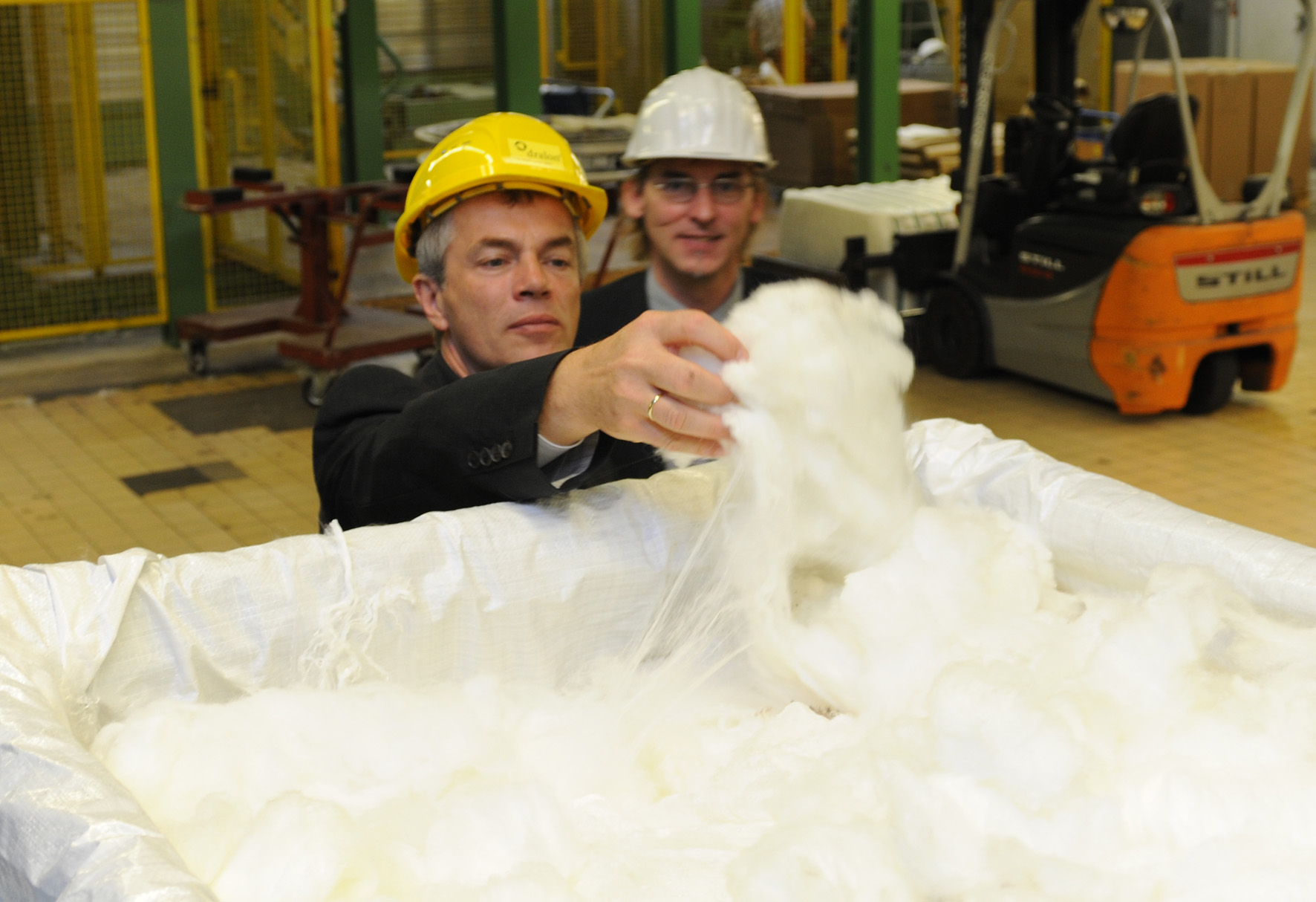
Minister Johannes Remmel besucht 2011 den Standort Dormagen

Die Dralon GmbH entstand überwiegend aus der ehemaligen Dralon-Sparte der Bayer Faser GmbH.
Dieser Bereich wurde im Jahr 2000 an die italienische Fraver-Gruppe verkauft. Vor diesem Verkauf hatte die Gruppe bereits einen Anteil von 30 Prozent an den Faserwerken Lingen, die eine Produktionsstätte der Bayer Faser GmbH waren. Zusammen mit der Dralon-Produktion im heutigen Chempark Dormagen bildeten die Lingener Faserwerke den operativen Teil der Übernahme.
Die Dralon GmbH befindet sich seit dem 1. November 2020 in einem Insolvenzverfahren in Eigenverwaltung. Einer der Resultate aus der Insolvenz ist die Schließung der Werke in Dormagen und Lingen.

## Produktionsstätten
Als Produktionsstätten sind für die Dralon GmbH die Standorte Dormagen und Lingen relevant.
- In Dormagen ist die Produktion im CHEMPARK integriert und liefert jährlich 120.000 Tonnen trocken gesponnener Acrylfasern.
- In Lingen werden seit 1971 in den Faserwerken nass gesponnene Dralon-Fasern produziert.[3] Die aktuelle Produktionsmenge beträgt hier jährlich 68.000 Tonnen.